# Eliahu Swirski

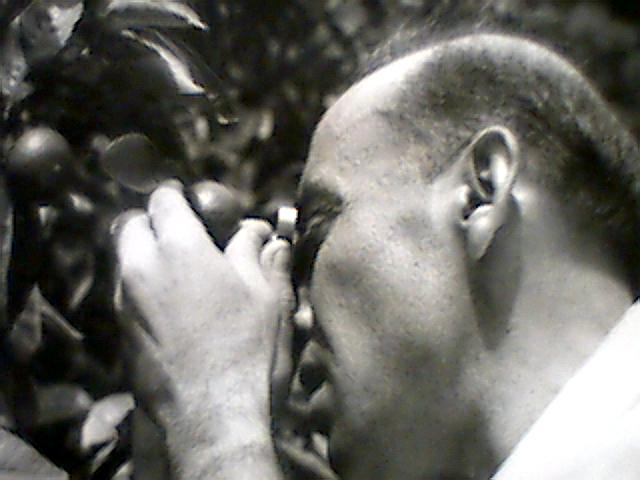
Eliahu Swirski

Eliahu Swirski (* 3. Januar 1921 in Vilnius, Litauen; † 4. März 2002 in Tel Aviv) war ein israelischer Entomologe und Acarologe litauischer Herkunft. Sein Hauptinteresse galt der biologischen Schädlingsbekämpfung und der Raubmilbenfamilie Phytoseiidae.

## Leben
Im Alter von 13 Jahren emigrierte Swirski in das britische Mandatsgebiet Palästina. Bis 1938 besuchte er die Herzliia High School, wo er das Fach Agrarwissenschaften belegte. Von 1938 bis 1942 studierte Swirski Biologie an der Hebräischen Universität Jerusalem. Mit dem Ausbruch des Zweiten Weltkriegs brach er sein Studium ab und meldete sich freiwillig zum Dienst in der britischen Armee, in der er von 1942 bis 1946 diente. Nach dem Krieg nahm er sein Studium wieder auf und erlangte 1948 den Master-Abschluss in Zoologie. Im selben Jahr wurde er wissenschaftlicher Mitarbeiter in der Abteilung für Entomologie der Landwirtschaftlichen Versuchsstation in Rechovot. Als 1948 der Unabhängigkeitskrieg ausbrach, unterbrach er seine Arbeit und diente bis zum Ende des Krieges im Jahr 1949 bei den Israelischen Verteidigungsstreitkräften in der Givʿati-Brigade, mit der er an den Kämpfen im Süden Israels beteiligt war. Nach dem Krieg nahm er seine Arbeit in der Abteilung für Entomologie wieder auf. 1951 wurde er mit einer Dissertation über den Blattlausbefall an Obstbäumen zum Doktor promoviert. Im selben Jahr erhielt er von Friedrich Simon Bodenheimer das Angebot, an der Abteilung für Entomologie der Hebräischen Universität Jerusalem, Forschung über Blattläuse zu betreiben. Diese Studien gipfelten in dem Buch The Aphidoidea of the Middle East, das 1957 zusammen mit Bodenheimer veröffentlicht wurde. 1955 kehrte Swirski an die Landwirtschaftliche Versuchsstation nach Rechovot zurück, um seine intensive und umfangreiche Arbeit über Schädlinge von Laubobstbäumen, Zitrusfrüchten, Dattelpalmen und Avocado, zu beginnen. Swirski sammelte eine enorme Datenmenge über die Milbenfamilie Phytoseiidae und veröffentlichte zahlreiche Artikel über deren Biologie, Ökologie, Fortpflanzung, Taxonomie und Bekämpfung. Außerdem beschrieb er viele neue Milbenarten. Darüber hinaus arbeitete er intensiv an Blattläusen, Fliegen, Nachtfalter, Wollläusen, Blattflöhen und Schildläusen.
Im Jahr 1959 wurde er zum Leiter der Abteilung für Entomologie an der Landwirtschaftlichen Versuchsstation (später Volcani Center) ernannt und hatte diese Position bis zu seiner Pensionierung im Jahr 1986 inne. Unter seiner Leitung legte die Abteilung den Schwerpunkt auf Projekte, die sich mit der biologischen Kontrolle von Schadinsekten durch ihre natürlichen Feinde befassten. Dafür wurden viele Parasitoide und Fressfeinde dieser Schädlinge aus anderen Ländern nach Israel importiert. Als großer Befürworter der biologischen Schädlingsbekämpfung gilt Swirski als einer der Begründer der integrierten Schädlingsbekämpfung in Israel.
Seine Studien trugen zur Entwicklung von integrierten Schädlingsbekämpfungs-Systemen für Zitrusfrüchte, Dattelpalmen und Avocado bei. 1959 erhielt Swirski den Histadrut-Preis für seine Studien über die Biologie der Rostmilbe in Zitrusfrüchten. Im Jahr 1961 erhielt er Auszeichnungen von der Stadtverwaltung Rechovot und dem Citrus Marketing Board of Israel (Vereinigung für den Vertrieb von Zitrusfrüchten in Israel). Im Jahr 1960 erhielt er Einladungen nach Japan und Hongkong, zur Durchführung einer Studie über die Phytoseiidae, was zur Erstbeschreibung mehrerer neuer Arten führte. Von 1964 bis 1967 hatte er auch den Direktorenposten des Instituts für Pflanzenschutz innerhalb der israelischen Agrarforschungsorganisation inne. Neben vielen anderen Aktivitäten beschäftigte sich Swirski mit der Taxonomie von Blattläusen und Raubmilben und beschrieb viele neue Arten. 1972 reiste er nach Kenia und Südafrika, um nach natürlichen Feinden der Schildläuse zu suchen. Es gelang ihm, viele von ihnen in Israel einzuführen, darunter den Parasitoiden Metaphycus bartletti (heute ein Synonym für Metaphycus lounsburyi), einen effizienten natürlichen Feind der Schildlausart Saissetia oleae. Darüber hinaus entdeckte er einen weiteren Parasitoiden, eine neue Art, die 1979 als Metaphycus swirskii Annecke & Mynhardt beschrieben wurde und in Israel erfolgreich als wichtiger natürlicher Feind des Avocado-Schädlings Protopulvinaria piriformis eingesetzt wird. Im Laufe der Jahre knüpfte Swirski enge Beziehungen zu vielen Wissenschaftlern aus anderen Teilen der Welt. Von 1978 bis 1988 war er Lehrbeauftragter an der Landwirtschaftlichen Fakultät der Hebräischen Universität Jerusalem in Rechovot. 1986 erhielten er und seine Kollegen den Kaplan-Preis für die Entwicklung eines biologischen Schädlingsbekämpfungssysten für Avocadohaine in Israel, das zu einem reduzierten Einsatz von Insektiziden und einer verbesserten Umweltökologie führte. Im selben Jahr wurde er zum Ehrenmitglied des Pesticide Research and Development Fund ernannt. 1987 wurde sein Name, in Anerkennung seiner Arbeit über Obstbaumschädlinge, in das Goldene Buch des Jüdischen Nationalfonds eingetragen. Im Jahr 1988 wurde ihm ein Ehrenstipendium der Agricultural Research Organization verliehen. 1986 ging er offiziell in Ruhestand, beteiligte sich aber bis zu seinem Tod an den meisten Projekten, in denen er vor seiner Pensionierung engagiert war. Er gründete die Rachel and Eliahu Swirski Foundation, die Studenten unterstützt, die sich auf Entomologie und Schädlingsbekämpfung spezialisieren. Er gründete auch den Rachel and Eliahu Endowment Fund zur Unterstützung des Israel Journal of Entomology. 1994 erhielt Swirski den Israel-Preis für Landwirtschaft, für seine Forschungen in der Entomologie und seinen Beitrag zum Pflanzenschutz und zur Umwelt.
In den letzten Jahren seines Lebens veröffentlichte er mehrere faunistische Arbeiten über die Phytoseiidae Israels und 1999 eine kommentierte Liste der israelischen Blattläuse. Seine 266 Publikationen umfassen wissenschaftliche Artikel, Bücher sowie Kapitel in Büchern und Enzyklopädien. Sein letztes Buch Subtropical Fruits Pests in Israel wurde kurz nach seinem Tod im Jahr 2002 von Mans Wisoki und Jonathan Yizhar veröffentlicht.

## Dedikationsnamen
Nach Swirski sind die Arten Amblyseius swirskii Athias-Henriot, Phytoseius swirskii Gupta, Seiulus eliahuswirskii Ragusa di Chiara, Typhlodromus swirskii Denmark, Platyseiella eliahui Ueckermann, Phytocoris swirskii Linnavuori, Metaphycus swirskii Annecke & Mynhardt, Paraseirola swirskiana Argaman, Lachnus swirskii Hille Ris Lambers sowie die Gattung Swirskiaphis Hille Ris Lambers.